# Ośno Lubuskie (gmina)
Ośno Lubuskie (do 1 II 1991 gmina Ośno) – gmina miejsko-wiejska w województwie lubuskim, w powiecie słubickim. W latach 1975–1998 gmina położona była w województwie gorzowskim.
W skład gminy wchodzi miasto Ośno Lubuskie – siedziba gminy oraz 11 wsi.
Według danych z 30 czerwca 2009 gminę zamieszkiwały 6353 osoby.

## Struktura powierzchni
Według danych z roku 2002 gmina Ośno Lubuskie ma obszar 197,97 km², w tym:
- użytki rolne: 40%
- użytki leśne: 51%

Gmina stanowi 19,8% powierzchni powiatu.

## Warunki naturalne
Gmina usytuowana jest wśród wzgórz morenowych Wysoczyzny Lubuskiej nad rzeką Łęczą. Posiada dość urozmaiconą rzeźbę terenu. W okolicach Ośna znajduje się 11 jezior rynnowych i wytopiskowych, a także liczne wzgórki i wąwozy, co jest typowym przykładem krajobrazu ukształtowanego w wyniku działania lodowca.
Ponad połowę terenu gminy zajmują lasy.

## Demografia

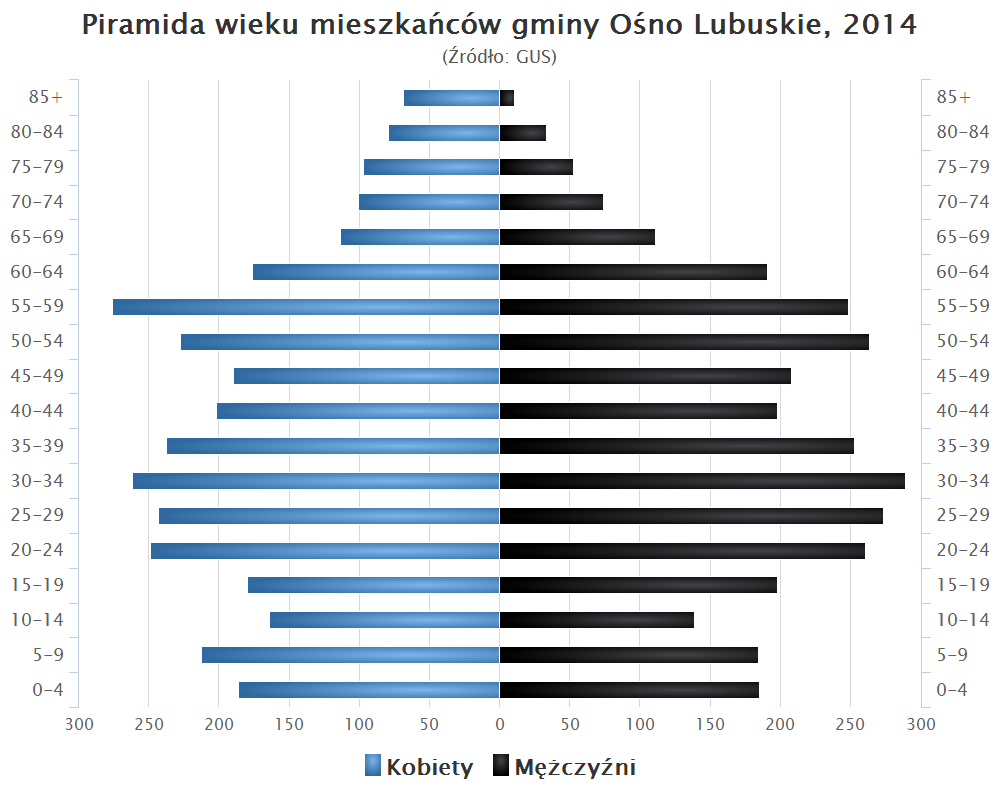
Piramida wieku mieszkańców gminy Ośno Lubuskie w 2014 roku

Dane z 30 czerwca 2008:
| Opis                              | Ogółem | Ogółem | Kobiety | Kobiety | Mężczyźni | Mężczyźni |
| --------------------------------- | ------ | ------ | ------- | ------- | --------- | --------- |
| jednostka                         | osób   | %      | osób    | %       | osób      | %         |
| populacja                         | 6310   | 100    | 3197    | 50,3    | 3113      | 49,7      |
| gęstość zaludnienia (mieszk./km²) | 31,8   | 31,8   | 16      | 16      | 15,8      | 15,8      |

## Miejscowości
- Grabno
- Gronów
- Kochań
- Lubień
- Ośno Lubuskie
- Podośno
- Połęcko
- Radachów
- Rosławice
- Lipienica
- Sienno
- Smogóry
- Świniary
- Trześniów

## Sąsiednie gminy
Górzyca, Krzeszyce, Rzepin, Słońsk, Sulęcin, Torzym